# Иванов, Алекси
Алекси Иванов (болг. Алекси Иванов Василев; настоящее имя Алексе Йон Бэдэрэу; род. 22 октября 1922, Хаджилар — ум. 9 июня 1997, София) — министр сельского и лесного хозяйства Народной Республики Болгария с марта 1986 года по декабрь 1988 года, секретарь Постоянного комитета Болгарского Аграрного Народного Союза в декабре 1976 — декабре 1989 и заместитель премьер-министра Народной Республики Болгарии в декабре 1986 — августе 1987.
После падения коммунизма в 1989 году его сняли со всех должностей, в 1993 году он был привлечен к ответственности и обвинен в преступлениях, совершенных во время пребывания на государственной должности.

## Биография
Родился 22 октября 1922 в Хаджилар Его отец румыно-болгарского происхождения, а его мать была чисто болгарского происхождения. В 1940 году Иванов переехал со своей семьей из Северной Добруджи в Болгарию в южную часть Добруджи. В 1943—1945 годах — на военной службе в болгарской армии вместе с 3-м Украинским фронтом(1944-1945).
Министр сельского и лесного хозяйства Народная Республика Болгария (24 марта 1986 года — 19 декабря 1988 года); секретарь Постоянного комитета Болгарского Аграрного Народного Союза (1 декабря 1976 — 2 декабря 1989); заместитель премьер-министра Народной Республики Болгария (25 декабря 1986 — 19 августа 1987).Награжден с Орден «Георгий Димитров» и с Орден «13 веков Болгарии»
Член парламента НРБ (1958—1990).

## Преступления и обвинения
После демократических изменений в Болгарии в 1989 году ему было предъявлено обвинение и он предстал перед судом:
- В 1991 году в деле против постоянного присутствия Болгарского аграрного союза - Казионен за пособничество Болгарской коммунистической партии в процессе возрождения.
- В 1991 году на гранты и вооружения, предоставленные из государственного бюджета иностранным братским партиям, которые поддерживали связи с Аграрным союзом до 1989 года, в его качестве секретаря постоянного присутствия Аграрного союза до 1989 года.
- В 1993 году по делу № 3 о грантах, вооружении и военной технике, предоставленных странам третьего мира.
- В 1993 году за его ответственность за финансирование Аграрного союза за счет средств государственного бюджета, известных как Просвещение «Б», которые были отозваны по распоряжению Алексия Иванова, которые Генеральная прокуратура считает незаконно использованными Аграрным союзом.